# Bufo tuberculatus
Bufo tuberculatus är en groddjursart som beskrevs av Sergei Fedorovich Zarevskij 1926. Bufo tuberculatus ingår i släktet Bufo och familjen paddor. Inga underarter finns listade.
Exemplaren blir ungefär 75 mm långa. Ovansidan är brungrön och sidorna samt extremiteterna har en gulbrun färg med mörka fläckar. Undersidan kan vara ljusbrun eller ljusgrå med gula nyanser. Mellan tårna finns simhud.
Arten förekommer i Kina i provinserna Sichuan, Tibet och Yunnan. Den lever i bergstrakter mellan 2600 och 2700 meter över havet. Denna padda vistas i gräsmarker och träskmarker. De hittas vid diken, dammar och pölar. Under natten kan de besöka jordbruksmark och platser intill vägar.
Beståndet hotas av vattenföroreningar och av landskapsförändringar. IUCN kategoriserar arten globalt som nära hotad.